# Julius Hebenstreit
Julius Hebenstreit (* 1873 oder 1874; † 1938 in Südwestafrika) war ein Politiker in Südwestafrika. Er wurde am 19. März 1925 zum Bürgermeister von Windhoek, der Hauptstadt des seit 1990 unabhängigen Namibias, gewählt. Das Amt hatte Hebenstreit bis Januar 1926 inne.
Er wurde 1925, 51-jährig, eingebürgert.
Nach Hebenstreit ist eine Straße in Windhoek-Ludwigsdorf, einem Stadtteil der Hauptstadt Windhoek benannt.